# Berevo-Ranobe
Berevo-Ranobe is een plaats en commune in het westen van Madagaskar, behorend tot het district Maintirano, dat gelegen is in de regio Melaky. Tijdens een volkstelling in 2001 telde de plaats 7.940 inwoners.
De plaats biedt enkel lager onderwijs aan. Bij de plaats bevindt zich een zeehaven. 30 % van de bevolking werkt als landbouwer, 65 % houdt zich bezig met veeteelt en 5% verdient zijn brood als visser. Het belangrijkste landbouwproduct is rijst; andere belangrijke producten zijn kokosnoten, maniok en catechuzaden.